# Ophthalmology
Ophthalmology è una rivista medica mensile sottoposta a revisione paritaria e pubblicata dalla Elsevier per conto dell'American Academy of Ophthalmology. Tratta tutti gli aspetti dell'oftalmologia.
Al 2025 l'indice H è stato pari a 96 e quello a 5 anni è stato di 165, posizionando la rivista al primo posto nella categoria oftalmologica e optometrica di Google Scholar.

## Capiredattori
Si riporta di seguito l'elenco dei capiredattori della rivista:
- Russell N. Van Gelder (2022–present)
- Stephen McLeod (2017–2022)
- George B. Bartley (2012–2017)
- Andrew P. Schachat (2003–2012)
- Donald S. Minckler (1995–2003).

## Riviste gemelle
Il 6 giugno 2016, l'Accademia americana di oftalmologia ha annunciato l'intenzione di lanciare Ophthalmology Retina come estensione della rivista Ophthalmology, sia in edizione a stampa che online. Questa nuova rivista è stata progettata in risposta al crescente volume di ricerche nell'ambito della sottodisciplina oftalmologica della retina.